# Fiona Graham
Fiona Graham es una antropóloga nacida en Melbourne, Australia, un 16 de septiembre de 1961 que trabaja como geisha en Japón con el nombre e identidad de Sayuki (紗幸). Comenzó su actividad como geisha en el año 2007 en el distrito de Asakusa, en Tokio con el nombre artístico Sayuki. Ahora trabaja en el Fukagawa distrito de geisha en Tokio. Es también profesora de los seminarios llamados "Cultura Geisha" y "La sociedad japonesa en la animación" en la Universidad de Waseda. Enseñó en 2012 en la Universidad de Keio.

## Educación
Fiona Graham descubrió Japón durante un intercambio escolar cuando fue a tal país teniendo tan solo 15 años de edad. Después de sus primeros años de estudio de Psicología en la universidad de Keiō en Tokio, consiguió su PhD (doctorado en filosofía) en antropología cultural y un MBA a la universidad de Oxford.
Antes de obtener su doctorado en Antropología Social de la universidad de Oxford en 2001, paso varios años en Japón haciendo trabajo de campo y trabajando en los medios. Fue productora de documentales y colaboró con la NHK, National Geographic, Channel 4 y la BBC.
Su trabajo de campo ha sido bastante mediático en Japón y también alrededor del mundo, Graham ha aparecido y escrito en los medios del mundo y es regularmente invitada como presentadora o comentadora en la televisión de Japón en programas culturales. Además, ha escrito columnas en japonés en los diarios Manichi y Asahi. 
Actualmente enseña cultura geisha y Anime en la universidad de Keio y lecturas en la universidad de Waseda.

## Vida y Carrera
El 19 de diciembre de 2007, Graham formalmente debutó como geisha en el distrito de Asakusa, Tokio, bajo el nombre de Sayuki, que significa “felicidad transparente”. Fue la primera mujer caucásica en hacerlo. Empieza como hangyoku (término utilizado en Tokio para una aprendiza, equivalente de maiko, término utilizado en Kyoto). Fue la primera geisha occidental en la historia de Japón. Está formada en varias artes, aunque su especialidad es el yokobue, una flauta tradicional japonesa.

Desde junio de 2011, Sayuki no está afiliada al distrito de Asakusa, tiene su propia casa de Geishas independiente y está activamente entrenando jóvenes Geishas. Sayuki continúa trabajando como geisha y organiza banquetes y conferencias para promover la cultura geisha en el extranjero. En febrero del año 2015 fue invitada a Brasil.

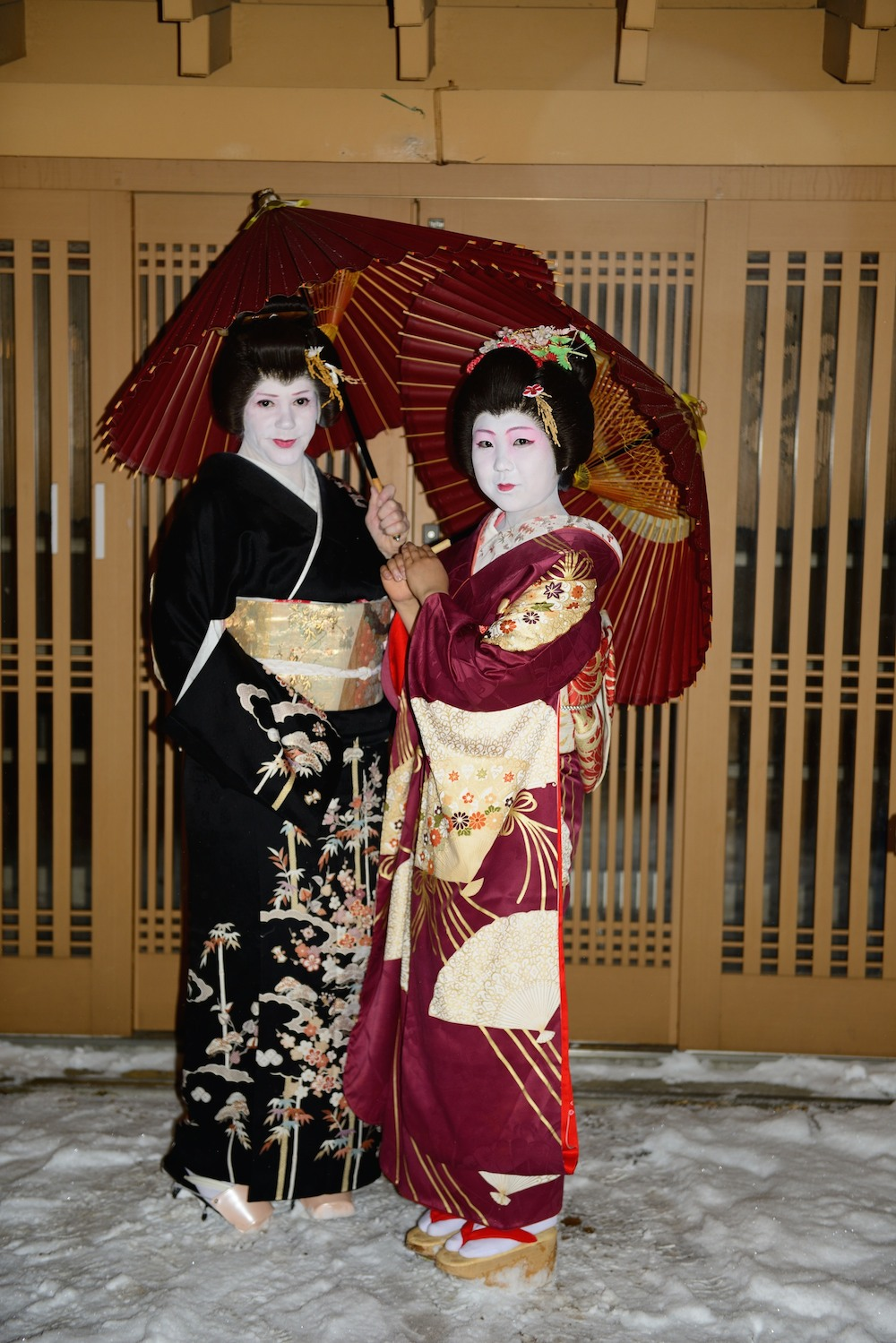
Sayuki (izquierda) con una de sus aprendizas

## Distrito de Fukagawa
Fukagawa es un vecindario de Tokio, que durante el período Edo era conocido por albergar numerosos burdeles ilegales. Además de la prostitución, el distrito era bien conocido por sus geishas haori, también llamadas geishas tatsumi: se trataba de geishas que vestían de manera masculina, y puede que éste fuera el lugar donde apareció la primera geisha mujer de la época Edo, ya que en un principio el oficio de geisha era propio de hombres. En 1780, el distrito Fukagawa contenía siete zonas ilegales. En 1871, los burdeles de los distritos Fukagawa y Shin – Shimabara fueron obligados a mudarse al distrito Yoshiwara. Las casas de las geishas y los burdeles, sin embargo, no ocupaban todo el distrito Fukagawa. En él también había una mansión secundaria de un Daimyou del clan Kaga (kakae – Yashiki), y un gran número de templos budistas; de hecho, figuras destacables como Mamiya Rinzou e Iwai Hanshirou VI están enterrados en el vecindario. 
Fukagawa pudo haber sido un pequeño distrito en la historia de las geishas en Tokio, pero hay ciertos aspectos históricos que hacen destacar a las geishas de Fukagawa, por ejemplo, que la primera geisha mujer se originó en este distrito. Este evento es importante para entender la cultura y las circunstancias en las cuales fue posible el nacimiento de las geishas mujeres. Fukagawa, en la era Edo, era una área a la cual se le despojó de toda mujer dedicada al entretenimiento debido a múltiples razones: la localización física de Fukagawa, demográficas y circunstancias sociales. El pueblo de Fukagawa era una área Satamachi, que significa que residía al nivel del mar. Además, estaba ubicado al lado del río Sumida, el cual permitió al área florecer en la industria de la madera, y en una pequeña escala, en la industria de los kimonos. La presencia de una activa y exitosa industria de la madera, fue posible en parte, gracias al río Sumida. Antes de que vehículos motorizados como camiones, que pudieran transportar troncos más deprisa, fueran inventados, una de las únicas maneras de transportar madera a una escala comercial era mediante barco, ya que su flotabilidad en el agua servía para contrarrestar el peso que llevaba. Esta industria ayudaba mucho a Fukagawa, tanto que con esta, Fukagawa pasó de ser un pequeño pueblo a convertirse en un suburbio. 
Además, el agua corriente permitió a los sastres mejorar sus artesanías, ya que la fabricación de kimonos requería agua corriente. Y donde hubieran tiendas de kimono, las casas de geisha podrían existir más fácilmente. Por todo esto, el río Sumida sería determinante en por qué Fukagawa se convertiría en uno de los mayores distritos de geisha. No todo el éxito de las tatsumi geisha se debía a la situación demográfica de Fukagawa, sin embargo, la presencia del templo Hachimangu fue de vital importancia. Porque Fukagawa era una especie de are suburbana la cual tenía un acceso inconveniente, si uno no tenía asuntos que atender al otro lado del río, el pueblo habría permanecido siendo industrial, de no ser por el templo y de alguno cargos  del gobierno. En ese tiempo, el gobierno shogunato tenía regulaciones estrictas para todo, incluida la prostitución y otros trabajos que pudieran realizar las mujeres. 
Estas regulaciones deberían haber hecho imposible para Fukagawa tener burdeles y geishas, ya que no era un distrito autorizado como Yoshiwara. Afortunadamente, para los burdeles y las geishas, el gobierno tenía poco interés. Los oficiales del gobierno que hacían la vista gorda con Fukagawa eran simpatizantes con los peregrinos del templo los cuales se salían de su camino a propósito solo para viajar al templo y pagar sus respetos en el. En su interés para aumentar la popularidad el templo, los oficiales declararon ser piadosos, y en la mayor parte, permitían a las prostitutas ejercer sin cerrar sus negocios inmediatamente. 
Eso, en conjunto con el hecho de que Fukagawa esta bastante distanciada de la capital, alentó a la policía a ser más permisiva con el cumplimiento de las leyes e hizo que Fukagawa se convirtiera en un ambiente donde gente dedicada al distrito rojo y las geishas pudieran prosperar durante la era Edo.

## El festival de Fukagawa y su relación con las geishas
El festival Fukagawa Hachiman es considerado uno de los 3 mejores festivales en Tokio. El festival se lleva a cabo el 15 de agosto y treinta mil personas participan y medio millón lo observan. Cada año, más de 50 equipos caminan por las carreteras de Fukagawa mientras llevan 2000 kilos de mikoshi, o templos portátiles. Los espectadores lanzan agua a los participantes para que puedan limpiar los templos y a la vez refrescar a los participantes que están bajo el sol. Incluso el departamento de bomberos lanza agua con sus mangueras. Al final, para mostrar su vitalidad, los participantes lanzan el mikoshi al aire.
Una vez cada tres años, cargan con un mikoshi que lleva un fénix en lo alto, el cual pertenece al templo tomioka hachiman. Al principio del festival, los participantes masculinos cantan una canción llamada "Kiyari" la cual era un grito para llevar un gran tablón. Después viene el "tekomais", que dirige la marcha. Solían ser geishas de Fukagawa, y llevan peinado y ropa de hombre. Como puedes ver en la foto de abajo, las tekomais tienen una vara dorada en su mano derecha y una linterna con su nombre en la mano izquierda. Durante el periodo Edo, el lado este del río Sumida como Honjo y Fukagawa se volvieron poblados. Allí había muchos templos y santuarios, ya que más gente empezó a vivir en Shitamachi. La gente usualmente rezaba a las deidades de esa época. Otra razón por la que se pobló es que hubo un incendio en la ciudad de Edo y la gente se mudó a sitios donde hubieran suburbios. De hecho, el templo Tomioka Hachiman fue construido en 1627, 27 años después de que el shogunato de Tokugawa abriera Edo. Mientras más personas venían, querían tener entretenimientos. Templos como el de  Tomioka Hachiman y otros empezaron a realizar festivales. Las geishas de Fukagawa también eran populares, así que empezaron a participar en esos festivales. Por esa razón empezaron a aparecer geishas en los festivales.

## Las geishas de Fukagawa y los haori
Cuando Tokugawa Ieyasu cambió su shogunato a Edo , Fukagawa era un cardumen que una casa no se podía construir. Cuando Edo se volvió el centro de Japón, la población empezó a incrementar. Debido a desastres naturales como repetidos incendios y tifones, las personas necesitaron un vertedero donde desechar materiales. Además, más basura se iba lanzando a medida que la población aumentaba. En ese momento, Fukagawa era como un lugar donde lanzar basura.
También había personas que en el momento que hubo incendios, huyeron. En 1657, hubo un gran incendio llamado Meireki no Taika y las personas empezaron a tener sus casas en un sitio que ahora se llama Kiyosumi-Shirakawa. Luego el shogunato cambio el pueblo a una empresa pública. Debido a esto,  el pueblo se convirtió en una ciudad con muchos ríos, de esta manera los barcos podían pasar a través. Al ser más transitado, las necesidades de la gente aumentaron. Las bailarinas reunidas en Okabasho o en el distrito de la luz roja son el origen de las geishas de Fukagawa. Aunque Yoshiwara tenía permiso del gobierno, tenía muchas restricciones y era muy caro. Por el otro lado, Fuagawa era más barato, por lo que la gente común venia a Fukagawa. Ya que Fukagawa estaba en la dirección de Tatsumi, o Sudeste en el Japón antiguo, por eso las geishas de Fukagawa son llamadas Tatsumi geisha. Hay varias teorías acerca de porque se las llama Haori geishas, nadie sabe la verdad.
Estas son algunas de las teorías de porque las geishas de Fukagawa empezaron a llevar haori:
- Ser geisha era originalmente un trabajo de hombres, que eran llamados "taikomochi". Había una costumbre en la que los taikomochi recibían un abrigo o haori de un marido. Según esta teoría, esta costumbre seguía estando en la época en la que las mujeres podían convertirse en geisha.
- Aunque Yoshiwara fue reconocido por el shogunato, las geishas de Yoshiwara tenían prohibido llevar haori. Debido a esto, las geishas tatsumi se opusieron a Yoshiwara y llevaron haori para mostrar la diferencia entre ellas.
- Los clientes hacían que las geishas jóvenes, de alrededor 15 años, llevar ropa de hombre y se las llevaban a dar vueltas en barco. Aún ahora, las geishas jóvenes llevan Fukagawa-mage, un estilo de peinado único masculino, y van a los festivales. Las geishas de Fukagawa se opusieron al shogunato porque este hizo una ley que prohibía llevar haori, ya que molestaba a la moral.
- Debido a la fuerte restricción del shogunato, había un tiempo en el que las geishas no llevaban haori y solo permaneció el nombre de haori geisha. Las geishas de Fukagawa tenían nombres de hombres como su nombre artístico e iban con los pies descalzos incluso en invierno.

## Canciones de las geishas de Fukagawa
Te-uchi es un género escuchado mayormente, si no exclusivamente, en el Karyukai. El origen de este género musical es conocido como Kyoto Gion. Te-uchi es realizado por geishas en las ocasiones que tiene que dar las gracias a un cliente o patrocinador de una manera grandiosa. Te-uchi es una de las canciones de geishas más rítmicas debido a sus instrumentos. Estos consisten en:
Hyoshigi, castañuelas, shamisen, taiko y las cantantes.
Sorprendentemente, entre otras músicas de geishas, el te-uchi es la que contiene el mayor número de instrumentos de percusión, como el hyoshigi y el taiko. Estas castañuelas llamadas hyoshigi llenan el espacio auditivo entre los ritmos del taiko. Las vocales cantan las melodías con una forma llamada "llama y responde", la cual es similar a la música africana. A partir de esta forma musical, se pudo encontrar un nexo entre la música de geisha y la música africana. Dos geishas mayores (geiko) actúan como las líderes y proporcionan una estructura básica para el resto del grupo, esto es originario del periodo Edo. Lo que permanece de las geikos nos muestra como era la música en la era Edo. Esto es porque la música representativa de Edo era un canto, realizado por fanes y donantes para los actores kabuki, mientras estos actuaban en los escenarios. Una versión del te-uchi representado por una geiko gion, se cree estar influenciada por el te-uchi de Edo. De este hecho musical, podemos descubrir que la música de las geishas también está influenciada en gran medida por la música histórica de los teatros.

## Premios, fondos y Becas
- 2014 Invitada por el gobierno Japonés a hablar y actuar en el 150 aniversario de las relaciones Suiza-Japón.
- 2013 Invitada a Hyper Japan, fundada por el Gobierno de Tokio y British Air.
- 2010 Nominada para el financiamiento del gobierno japonés (JSPS) por el instituto de investigación semi gubernamental de Nichibunken.
- 2010, obtuvo la beca "The Endeavour"[16] del Ministerio de la educación Australiano para seguir sus búsquedas referentes a la cultura geisha en Japón.
- 2007 Sociedad de Autores del Reino unido (5000 libras) subvención competitiva, Elegida por 5 de los principales autores del Reino Unido basados en el primer capítulo de su nuevo libro.
- 2006 Macmillan adelanto del libro ($20,000) – para su próximo libro.
- 2005 Ganadora, Foro Superpitch Asia Televisión, Mercado de la televisión más importante de Asia: ganadora del premio por mejor idea de documental y guion. Juzgado por un panel de emisores internacionales y las autoridades de los medios de Singapur.
- 2005 NUS Fondo de investigación de la Facultad de artes y ciencias sociales ($5000)
- 2005 NUS Fondo académico de investigación ($5000)
- 2000 Corresponsales Extranjeros. Premio del club de periodismo japonés ($5.000)
- 1999 Programa de apoyo de la fundación de cine japonés ($35.000)
- 1995-6 Beca de investigación Universidad de Waseda (2 años)
- Otras financiaciones: beca Blackwell's, Universidad de Oxford
- Beca del Gobierno Australiano y chino para estudiar en la universidad de Beijing (2 años).

## Libros
- (en inglés) Inside the Japanese Company, Curzon Press, 2003 ISBN 0-415-30670-1
- (en inglés) A Japanese Company In Crisis: Ideology, Strategy, And Narrative (Contemporary Japan), Routledge, 2005 ISBN 0-415-34685-1
- (en inglés) Playing at politics: an ethnography of the Oxford Union, Dunedin Academic Press Ltd., 2005 (ISBN-10: 1903765528)